# Palicourea tinifolia
Palicourea tinifolia är en måreväxtart som först beskrevs av Alexander von Humboldt, Aimé Bonpland och Schult., och fick sitt nu gällande namn av Dc.. Palicourea tinifolia ingår i släktet Palicourea och familjen måreväxter. Inga underarter finns listade i Catalogue of Life.